# David Suheil
David Suheil (1951. május 25. –) izraeli nemzetközi labdarúgó-játékvezető. (héberül: דאוד סוהיל)

## Pályafutása

### Nemzetközi játékvezetés
Az Izraeli labdarúgó-szövetség Játékvezető Bizottsága (JB) 1993-ban terjesztette fel nemzetközi játékvezetőnek, a Nemzetközi Labdarúgó-szövetség (FIFA) bíróinak keretébe. Több nemzetek közötti válogatott és klubmérkőzést vezetett. Az izraeli nemzetközi játékvezetők rangsorában, a világbajnokság-Európa-bajnokság sorrendjében többedmagával a 9. helyet foglalja el 2 találkozó szolgálatával. Az aktív nemzetközi játékvezetéstől 1996-ban a FIFA 45 éves korhatárát elérve búcsúzott. Válogatott mérkőzéseinek száma: 5.

#### Európa-bajnokság
Az európai-labdarúgó torna döntőjéhez vezető úton Angliába a X., az 1996-os labdarúgó-Európa-bajnokságra az UEFA JB játékvezetőként foglalkoztatta.
| Időpont            | Helyszín                     | Mérkőzés típusa           | Mérkőzés              | Eredmény | Nézők száma |
| ------------------ | ---------------------------- | ------------------------- | --------------------- | -------- | ----------- |
| 1995. március 29.  | Olimpiai Stadion, Serravalle | előselejtező (8. csoport) | San Marino–Finnország | 0 : 2    | 824         |
| 1995. november 15. | Qemal Stafa Stadion, Tirana  | előselejtező (7. csoport) | Albánia–Wales         | 1 : 1    | 5 500       |